# منشور ويلد-بلونديل
منشور ويلد-بلونديل ("WB"، المؤرخ نحو 1800 قبل الميلاد) هو منشور عمودي من الطين مكتوب بالكتابة المسمارية ومحفوظ في متحف أشموليان في أكسفورد. العثور على المنشور خلال بعثة عام 1922 في لارسا، العراق الحالي، من قِبل عالم الآثار البريطاني هربرت ويلد بلونديل. يحتوي المنشور على أربعة جوانب، يبلغ ارتفاع كل منها قرابة 20 سم وعرضها 9 سم، منقوشة باللغة السومرية بقوائم لملوك سومريين؛ كل جانب يحتوي على نص في عمودين. هذه هي "قائمة ملوك سومر" الشهيرة، وتُعتبر الأكثر اكتمالًا من بين القوائم الملكية السومرية التي عثر عليها، التي يبلغ عددها نحو 25 قطعة متكاملة أو جزئية حتى عام 2016.
تبدأ القائمة بالحكام الذين سبقوا الطوفان، وتنتهي مع سين-ماغير من سلالة إيسين (حكم بين 1827–1817 قبل الميلاد). من المرجح أن القائمة كُتبت في السنة الأخيرة من حكم سين-ماغير، أو بعد ذلك بفترة وجيزة. يُنسب إلى الكثير من الملوك، وخاصة الذين سبقوا الطوفان، فترات حكم طويلة للغاية (مقاسة بالسار والنيراح)، مما دفع كثير من العلماء إلى اعتبار هذا العمل أكثر فنيةً منه تاريخيًا.
يَتَبَنَّى كثير من النظريات في محاولة لتفسير الأرقام الكبيرة الممنوحة لفترات حكم الملوك. يُفترض أن هذه الأرقام تعبر عن الأهمية الكبيرة للحكام الذين كانوا يُعتبرون أنصاف آلهة. وفقًا لنظرية أخرى، فإن وحدة القياس الزمنية السومرية "سار" (3600 سنة) و"نير" (600 سنة) يجب اعتبارهما سنوات وشهورًا على التوالي.

هذا النص من فترة العصر البابلي القديم (سلالة إيسين، حوالي 1827 - حوالي 1817 قبل الميلاد) منقوش بالكتابة المسمارية السومرية التقليدية.

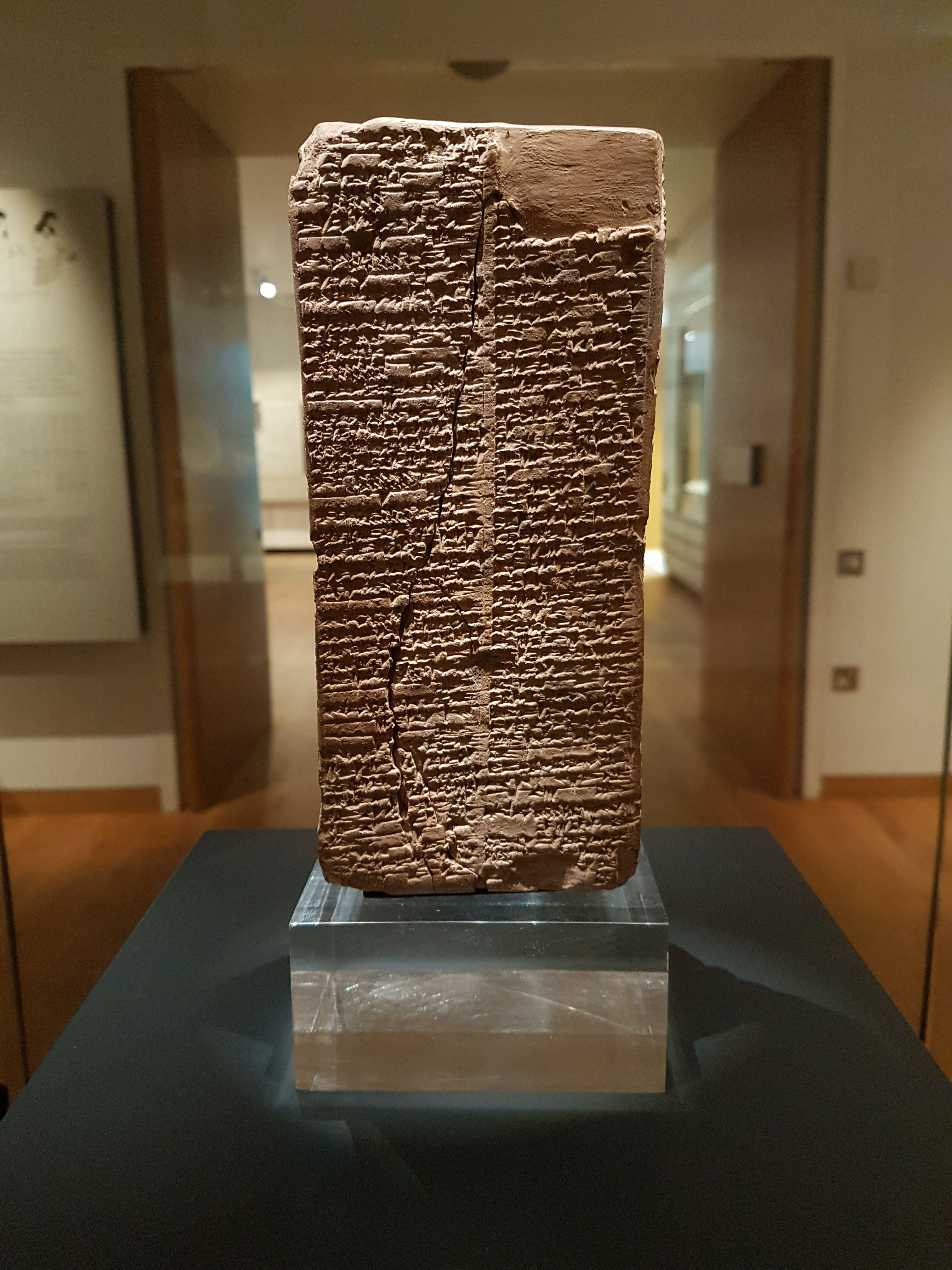
منشور ويلد بلونديل فيمتحف أشموليان.
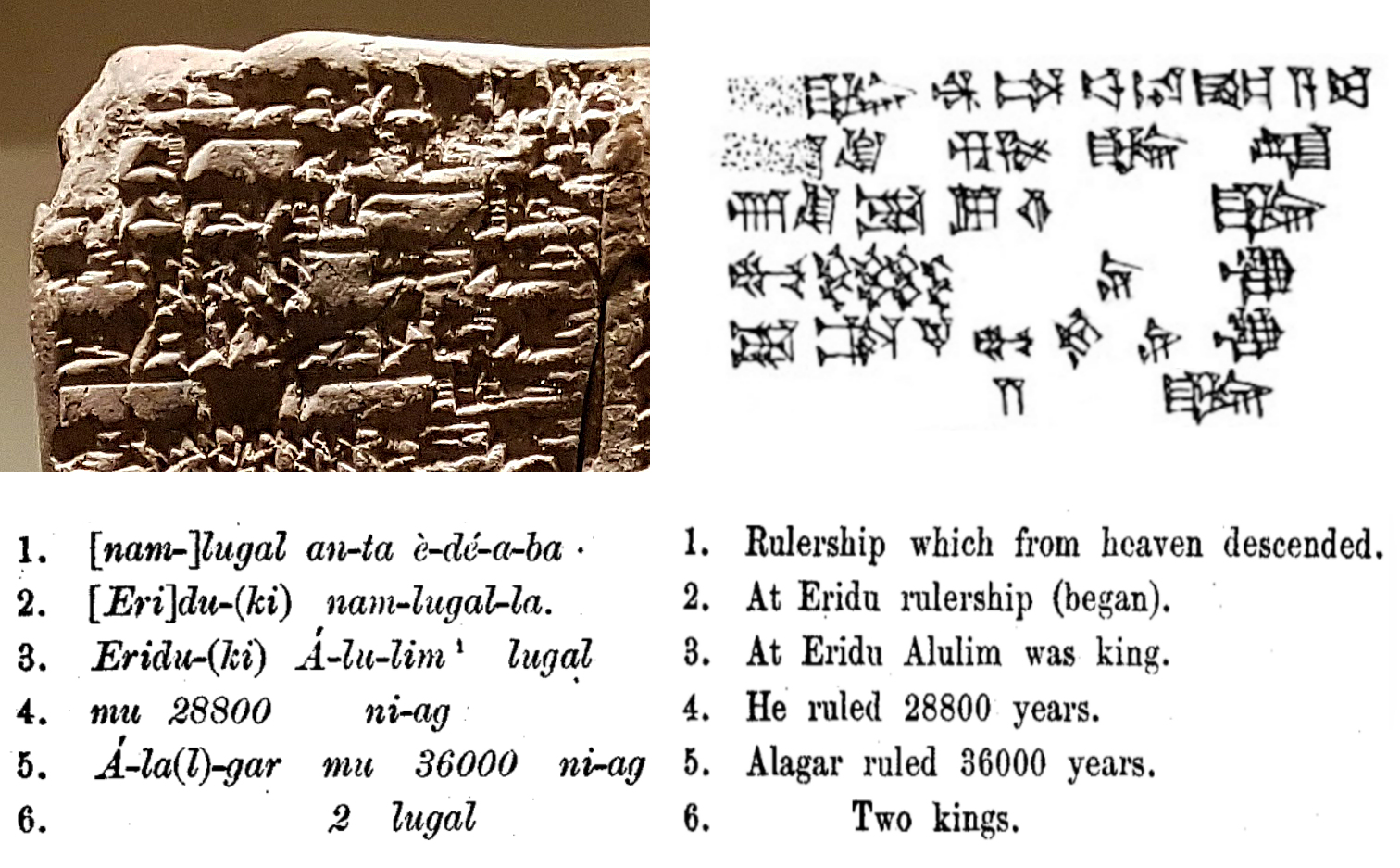
منشور ويلد بلونديل، الفقرة الأولى عن حكم الوليم الأنجارفي اريدو لمدة 64.800 سنة